# Schuddegeest
Schuddegeest is de naam van een hofje in de Archipelbuurt in Den Haag. Het is oorspronkelijk een wooncomplex voor arbeiders, gebouwd vanaf 1854 door de Vereeniging tot verbetering der woningen van de arbeidende klasse, nu bekend als de Koninklijke Haagse Woningvereniging van 1854. Het is een van de oudste voorbeelden van moderne sociale woningbouw in Nederland. Schuddegeest ligt naast het hofje aan de Mallemolen maar een deel van de huizen heeft in de Schuddegeest een extra verdieping. Ook de tuintjes zijn iets ruimer.

## De naam
De oorsprong van de naam van het arbeidershofje gaat terug tot de 17e eeuw. Toen heette het landgoed, dat op deze plek lag, Schuddegeest. De huidige Javastraat, vlak bij het hofje, heette tot 1861 de Laan van Schuddegeest. ‘Geest’ of 'geestgrond' is een benaming voor een bepaalde grondsoort.
Het eerste deel, ‘Schudde’ slaat op de tarieven van het vroeger nabijgelegen Scheveningse veer. De veerman zette zijn klanten af, in meerdere betekenissen van het woord. Je werd als het ware leeggeschud. ‘Schuddegeest’ betekent dus eigenlijk ‘De zandgronden waar de veerman je geld aftroggelt’.

## Externe links

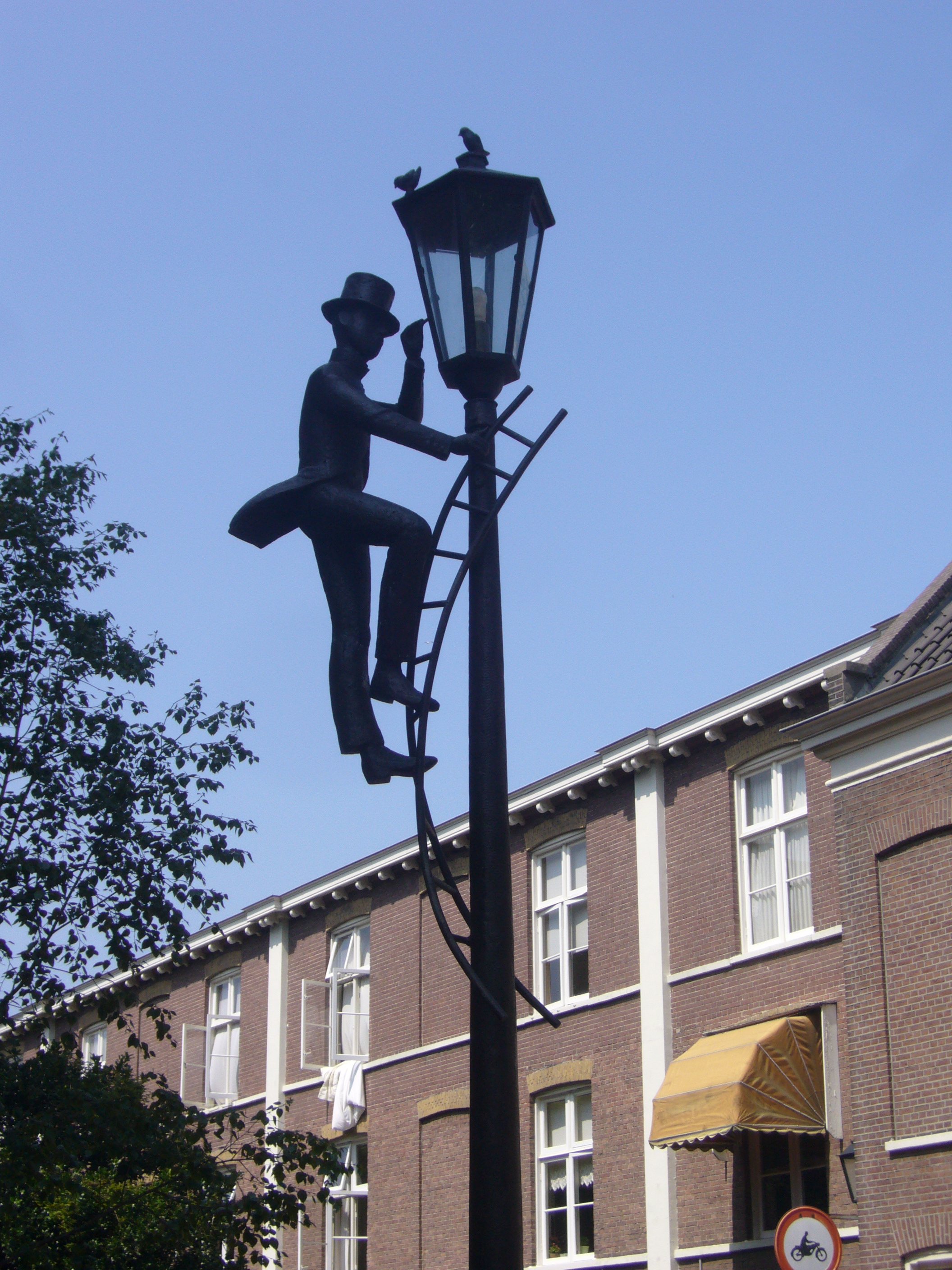
Een kunstwerk van Loek Bos, genaamd “De lantaarnaansteker”, met het hofje op de achtergrond